# 美国微信用户联合会诉川普案
美国微信用户联合会诉川普案 （英語：U.S. WeChat Users Alliance v. Trump）是美国加利福尼亚北区联邦地区法院于2020年判决的一个案例。原告美国微信用户联合会（USWUA）于2020年9月20日获胜，该法院法官劳雷尔·比勒（Laurel Beeler）作出阻止这一微信禁令的判决，理由是此禁令可能損害《美国宪法第一修正案》第一条保障的言論自由以及给对使用该应用作为主要通信手段的少数族裔社区带来困难。在判决中，比勒指出，川普政府未有提交充分证据证明禁止美国用户使用微信可以解决中国对美国国家安全构成威胁的问题，又指出，美国政府除了颁佈禁令，还有其他方法包括禁止在政府设备上使用微信。
有关微信的禁令将被暂停，微信暂时不会被禁，所有美国微信用户仍可继续正常使用微信，微信也仍可在应用商店下载。在取得阶段性胜利后，9月23日，美国微信用户联合会对《德国之声》表示，若美国商务部上诉，将继续应诉。9月25日，美国司法部向加州北区联邦地区法院提交动议，要求比勒法官取消初步禁止令，允许司法部落实对美国的微信封杀令。

## 背景
微信在中华人民共和国是一个非常流行的社交媒体应用程序，许多美国家庭都依赖微信作为与中国亲友交流的工具。2020年8月6日，美国总统唐纳德·川普签署行政命令，援引《国际紧急经济权力法》，要求在45天内禁止微信在美使用，理由是微信与中资公司腾讯关系甚密。该行政令与针对TikTok及其所属中资公司字节跳动的类似的行政命令一起签署。
川普政府颁布微信禁令后不久，8月8月，美国微信用户联合会在新泽西州肖特希尔注册成立。该组织指控川普当局剥夺了他们的选择自由，于8月21日正式将川普政府起诉到了旧金山湾区的联邦地区法院。USWUA起诉的对象是川普总统以及具体实施这一总统令的美国商务部部长威尔伯·罗斯。他们的理由是，微信禁令限制了美国宪法规定的言论自由，影响到了数百万在美华人的利益。9月17日，加州北区联邦法院举行首次听证会，18日，紧急二次开庭，19日，再次与美国司法部公堂相见。9月19日，法院举行临时听证会，美国微信用户联合会与美国司法部双方经过短暂但激烈辩论之后，比勒法官作出了有利于USWUA的裁定。9月18日，美国商务部发布命令，以美国国家安全和数据隐私为由，称将在2020年9月20日前颁布对微信和TikTok的禁令。

### 美国微信用户联合会
美国微信用户联合会，中文简称美微联会，英文简称USWUA，也称作美国微信用户联盟，是一家注册于美国新泽西州肖特希尔斯的非盈利组织，旨在维护美国微信用户的权益。该组织成立于2020年8月8日，发起人是朱可亮、曹英、倪非、吴圣洋及袁钢五名美国华人律师，它因在USWUA诉川普案中获胜而声名大噪。

## 评论
比勒法官在判决里面引用的最重要的一条理由是《美国宪法第一修正案》第一条保障的言论自由，有中国媒体认为，驳回微信禁令其实就是为了保护美国人特别是华人的言论自由，虽然微信有很多毛病，但硬性封杀，会损害很多人的言论自由。
美国司法部称，阻挡微信行政令会“挫伤并转移总统应对国家安全威胁最佳方法的决心”。而比勒则指出，“虽然与中国有关（针对技术与手机技术）的国家安全威胁方面的一般证据大量存在，但与微信有关的具体证据却较少”。
原告美国微信用户联盟对法院判决结果表示赞赏，称对于“美国数以百万计的微信用户来说”，这是一次“重要且艰难赢下的胜利”。部分在美华人认为，这是一次来之不易的历史性的胜利。但原中国大陆法学博士张杰認為這是暂时性的胜利，比勒法官的裁定是临时性的，但她的裁决也为以后的上诉案埋下了陷阱，使聯盟将面对更加复杂而艰难的诉讼。
原告方律师之一麦克·比恩（Michael Bien）表示，即使是在战争年代，美国也从未关闭过主要的通讯平台，而“针对美国华人群体”的微信禁令存在“严重的第一修正案问题”。川普行政令“践踏了第一修正案保证他们（美国华人群体）的发表言论、信仰、阅读及对媒体报道作出反应的权利，以及出于多种目的组织与联系的权利”。
CNBC称，美国商务部在9月18日一场电话会议上向记者表示，他们准备进行一场长期法律较量。
美国ACM《周周侃》主持人沈度称，法官下令暂停了川普的微信禁令，可见此事在美国政界存在分歧。。
人道中国的主席周锋锁透列举出美微联会集资过程和宣传材料中可能触犯的美国法律条款，其中包括美国联邦法典、新泽西州的《慈善组织登记和调查法案》（Charitable Registration and Investigation Act ）、《消费者欺诈法案》（Consumer Fraud Act）等，他公布的一份材料写道：“美微联会在募资过程中，没有按照26 U.S. Code § 6113的要求披露这次捐款是不可以减免税款的，仅仅自称是登记过的非营利组织。”